# Fabrizio Simoncioni
Fabrizio Simoncioni, noto anche con lo pseudonimo di Simoncia (Arezzo, 11 giugno 1965), è un musicista, produttore discografico e fonico italiano, conosciuto per la collaborazione con vari artisti dell'ambito rock italiano ed internazionale.

## Biografia
Frequenta il Conservatorio Cherubini di Firenze, specializzandosi nella tastiera elettronica.
Nel 1982 partecipa, piazzandosi al primo posto, al concorso per nuovi talenti Tutto fa spettacolo presentato da Pippo Baudo e Marina Morgan. Viene quindi prodotto artisticamente da Enzo Ghinazzi, compone ed appare in varie sigle RAI con i brani Suite for Sonia e New Life.
Sempre nel 1982 compone ed interpreta assieme a Marco Masini Xenon - the Adventure e Rap-o-Hush, canzoni cult della musica dance di quegli anni. Sempre in quel periodo firma noti brani di disco dance quali Arizona, Ole oh, Piano Please, Peace (inside my heart), Vogue e altri entrati nella storia della Italo disco anni '80.
Nel 1984 esce il suo primo discomix, Susy Oh! (Suzy oh per l'Est Europa) e partecipa al Festivalbar 1984 con Riccardo Cioni. L'anno successivo pubblica Hello?. Entrambi i brani sono stati recentemente riediti in Inghilterra, Canada e paesi latinoamericani su supporto fisico e su iTunes.
Il 21 settembre 1984, un grave incidente automobilistico lo costringe ad uno stop forzato nella carriera artistica, ma questo non gli impedisce di restare nel campo musicale in qualità di ingegnere del suono. È proprio dal letto d'ospedale, durante la degenza che inizia a studiare fisica ed acustica.
Nel 1988 diventa membro dell'Audio Engineering Society di New York ed apre un proprio studio di registrazione.
Come clienti arrivarono, tra gli altri, i Litfiba e con loro un altro aretino che Alberto Pirelli, produttore storico dei Litfiba, presenta come "giovane promettente", Fabrizio Barbacci. Tramite quest'ultimo conosce Cesare Petricich e Drigo Salvi (musicisti dei Negrita, che allora si chiamavano "Inudibili". Mancando il tastierista, nei primi 4 dischi Simoncioni partecipa oltre che come tecnico del suono, anche come musicista aggiunto.
Nel 1989 entra a far parte della band dell'inglese Rick Hutton. Con questa band è possibile annoverare sue performance suonando e cantando "Get Back" dei Beatles a quattro mani con il "quinto Beatles" Billy Preston (Performance trasmessa in diretta da Videomusic). Nel 1990 appare, in eurovisione, su Mtv, al fianco di Donatella Rettore e Vittorio Nocenzi del Banco del Mutuo Soccorso, suonando e cantando in trio il brano "Gianni", dedicato dalla Rettore a Morandi.
Tra il 1990 e il 1997 suona le tastiere e canta con i Negrita (negli album Negrita, Paradisi x Illusi, XXX e Reset), Litfiba (El Diablo, Sogno Ribelle e Terremoto) e Ottavo Padiglione.
Partecipa alla realizzazione di un software per la automatizzazione delle console audio analogiche, il sistema "EvaMix" e contemporaneamente brevetta un sistema per l'audio tridimensionale denominato PsychoSys3D - Lo si può ascoltare, tra gli altri, nell'album "Terremoto" dei Litfiba e "Tunnel supermarket" degli Estra.
Mentre continua a lavorare alla casa discografica IRA, arriva Ligabue per un colloquio con Alberto Pirelli per una eventuale collaborazione nel futuro album di Luciano (Buon Compleanno Elvis). Il colloquio non fu fruttuoso, e Ligabue optò per farsi produrre da Barbacci. Poi, durante la realizzazione del disco "Cuore" di Gianna Nannini assieme a Fabrizio Barbacci, arrivò la chiamata di Luciano Ligabue per confermare Fabrizio Barbacci per la produzione della colonna sonora di Radiofreccia. Barbacci propone Simoncioni come ingegnere del suono e Ligabue accetta. Ligabue gli propone poi di entrare a fare parte della Band, assieme a Mel Previte, Federico Poggipollini, Roby Pellati e Rigo Righetti. Il debutto live come tastierista/corista arriva infatti all'Arena di Verona il 10 settembre 1999, con la presentazione del tour MissMondo, ed è nello stesso tour che Simoncioni canta "Sogni di Rock'n'Roll" accompagnato alla chitarra dallo stesso Ligabue. Nello stesso anno, in qualità di sound engineer realizza con Ligabue, Jovanotti e Piero Pelù il singolo più venduto di quegli anni Il mio nome è mai più ed appare anche nel videoclip.
Con Ligabue realizza, in studio, come tastierista, corista e ingegnere del suono tutti gli album dal 1998 al 2005 (Radiofreccia, Miss Mondo, Fuori Come Va?, Nome e Cognome) e partecipa a tutti i concerti dell'artista emiliano come tastierista/corista (con positivi giudizi critici), compreso il tour teatrale Giro d'Italia e il relativo triplo album, dove alla Banda si aggiungono Mauro Pagani e lo scomparso D-Rad. Ligabue ne ha apprezzato le doti sia di tastierista che di tecnico.
Nel 2005 riceve una chiamata dal Messico, con la quale un produttore italomessicano, Ettore Grenci, gli propone di lavorare in un suo progetto ad El Paso, Texas. Da allora vive tra Città del Messico ed Arezzo ed entra a far parte della band internazionale degli "El Paso" in duetto con Jim Ward cantante chitarrista degli "At the Drive In" e "Sparta". In concomitanza con il trasferimento, ma esce dalla Banda di Ligabue.
Nel 2008 partecipa come corista in un progetto alternativo di Al Jourgensen (frontman e fondatore dei Ministry). Dal 2007 ad oggi collabora in qualità di ingegnere e produttore con artisti messicani di fama internazionale quali OV7, Aleks Syntek, Reik, Anahí, Strike 3 e molti altri ancora.

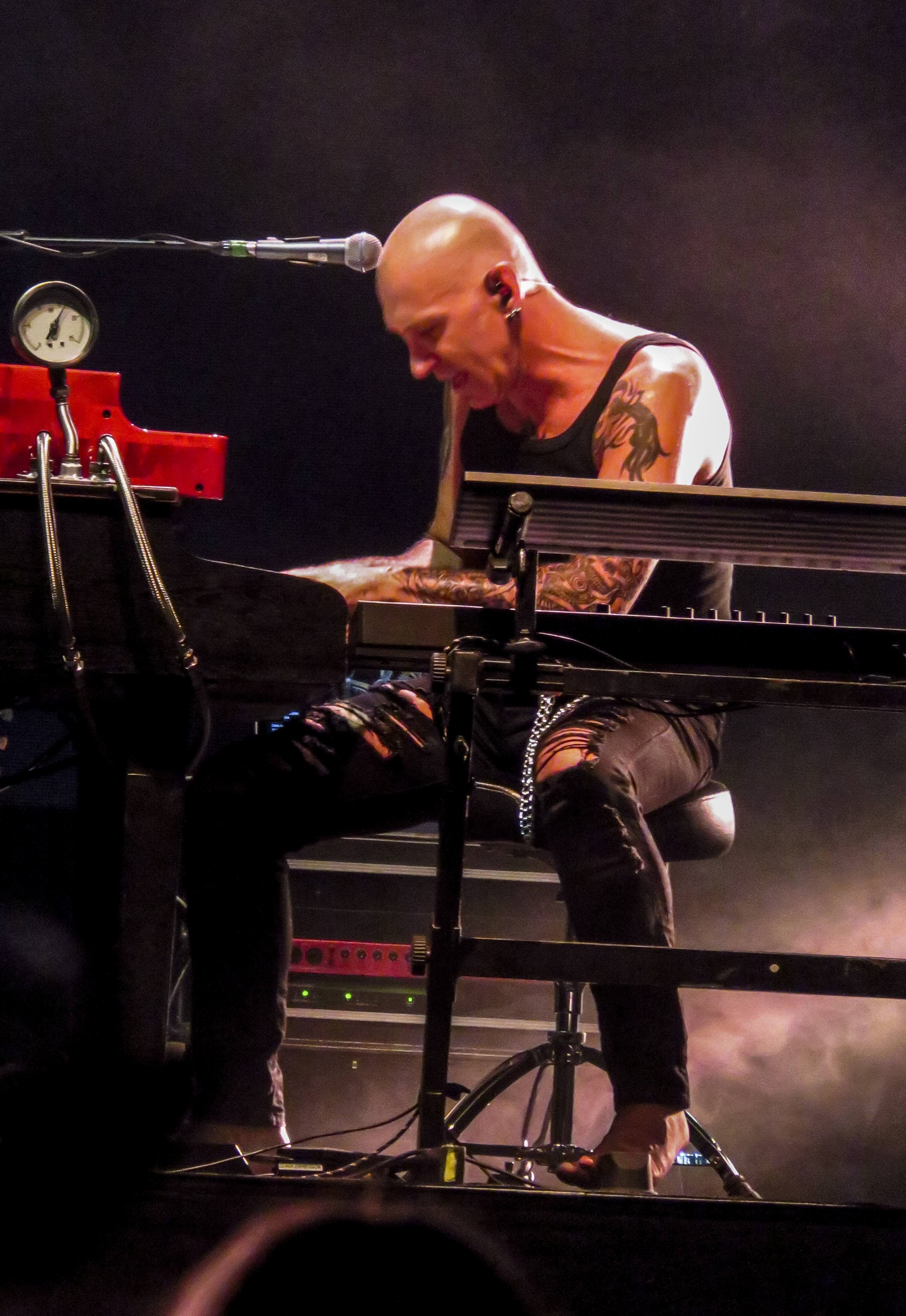
Simoncioni in tour con i Litfiba nel 2017

In qualità di sound engineer Fabrizio Simoncioni è stato insignito, fino al 2022, con 60 dischi di platino e oltre 100 dischi d'oro (fonte vendite FIMI / Nielsen), nonché ricevuto 2 nomination per "Best Record of the Year" e 2 per "Best Album of the Year" dalla THE LATIN ACADEMY OF RECORDING ARTS & SCIENCES, INC. per gli album "Mi Otro Yo" di Kalimba e "Aquí Estoy" di Carlos Peña ai 10th Latin Grammy Awards.
Nel 2012 riceve la nomination per "Best Album of the Year" ai XIII Latin Grammy® per registrazioni e mixaggi del disco "Peligro" di Reik.
È inoltre autore, assieme ad Angelo Valsiglio (primo produttore artistico di Laura Pausini) di una delle sigle del programma Rai Discoring.
Esperto di MIDI (e primo musicista italiano ad utilizzare dal vivo il sistema di controllo digitale degli strumenti musicali) Simoncioni ha pubblicato nel 2005 degli articoli didattici pubblicati Giorgi Editore.
Nel 2016 registra e mixa il nuovo album dei Litfiba "Eutòpia", al quale collabora anche in qualità di tastierista. Collaborazione che lo porta ad entrare nella band come tastierista/corista per il successivo Eutopia Tour del 2017 e nel 2022 per "L'Ultimo Girone", il tour di addio ufficiale dei Litfiba.
Nel novembre del 2021 Arcana editore pubblica una sua raccolta di aneddoti autobiografici dal titolo "Sulle Mie Tracce".

## Discografia
Tra le sue principali realizzazioni, in veste di sound engineer e/o produttore, in ordine cronologico:
- Union - di Union AAVV - (Cgd records 1990) registrato e mixato presso Al Capone Studios, Arezzo.
- El Diablo - dei Litfiba (Cgd records 1990) registrato e mixato presso Al Capone Studios, Arezzo.
- Son Rettore e canto - di Donatella Rettore (Polidor 1991) registrato e mixato presso Al Capone Studios, Arezzo.
- Sogno Ribelle - dei Litfiba (Cgd records 1992) registrato e mixato presso Al Capone Studios, Arezzo & StudioEmme, Calenzano (Firenze)
- Terremoto - dei Litfiba (Cgd records 1993) registrato e mixato presso IRA Soundlab, Firenze.
- Ottavo Padiglione - di Ottavo Padiglione (Emi music 1993) registrato e mixato presso IRA Soundlab Firenze
- Colpo di coda (dal tour Terremoto Live) - di Litfiba (Emi music 1994) mixato presso IRA Soundlab, Firenze.
- Negrita - dei Negrita (Black Out 1994) registrato e mixato presso IRA Soundlab, Firenze.
- Hello - di Interno 17 (Ira records 1995) registrato e mixato presso IRA Soundlab, Firenze.
- Lacio Drom (dal tour Spirito) - dei Litfiba (Emi music 1995) registrato e mixato presso IRA Soundlab, Firenze.
- Paradisi per Illusi - dei Negrita (Black Out 1995) registrato presso Larione 10 e mixato presso IRA Soundlab, Firenze.
- Mollami - dei Extrema e Articolo 31 (Crime Squad 1996) registrato e mixato presso IRA Soundlab, Firenze.
- Radio - dei Interno 17 (Ira records 1996) registrato e mixato presso IRA Soundlab, Firenze.
- Solo - dei Paolo Belli (Emi music 1996) registrato e mixato presso IRA Soundlab, Firenze.
- Alterazioni - di Estra (Cgd / Urlo 1997) mixato presso IRA Soundlab, Firenze.
- XXX - dei Negrita (Black Out 1997) registrato presso Daniel Lanois' KINGSWAY studio, New Orleans, (U.S.A.).
- Settevite - di 7Vite (1997) registrato e mixato presso Logic Studio, Milano.
- Cuore - di Gianna Nannini (Polidor 1998) registrato presso JungleSoundStudio, Milano e CTS Studio Londra e mixato presso Hyper Studio, Firenze
- Radiofreccia - di Luciano Ligabue (Warner music 1998) registrato presso SOUTHERN TRACKS Studio, Atlanta (U.S.A.) e mixato presso lo studio Esagono di Rubiera, Reggio Emilia.
- Miss mondo - di Luciano Ligabue (Warner music 1999) registrato e mixato presso lo Zoo Aperto Studio di Reggio Emilia.
- Il mio nome è mai più - di LigaJovaPelù (Warner music 1999) registrato presso lo Zoo Aperto Studio di Reggio Emilia.
- Lula - di Lula (1999) registrato e mixato presso IRA Soundlab, Firenze.
- Così è la vita O.S.T. - di Aldo Giovanni e Giacomo (1999) registrato e mixato presso Hollywood Garage Studio, Arezzo.
- Reset - dei Negrita (Black Out 1999) registrato e mixato presso Hollywood Garage Studio, Arezzo.
- In Arena DVD live - di Ligabue (Warner music 1999) registrato presso l'Arena di Verona, Verona.
- Stato di necessità - di Carmen Consoli (Universal music 2000) mixato presso Fonoprint, Bologna.
- Gazosa - dei Gazosa (Sugar music 2000) registrato presso lo STEMMA Studios e mixato presso studio QUATTRO1, Roma.
- Sdraiato su una nuvola - di Gianluca Grignani (Universal music 2000) registrato presso NEXT Studio, Milano e mixato presso CAPRI DIGITAL Studio, Capri (NA).
- Tunnel supermarket - di Estra (Cgd / Urlo 2001) registrato e mixato presso lo studio Esagono di Rubiera, Reggio Emilia.
- Orchidea porpora - di Lara Martelli (www records 2001) registrato presso SOUTHERN TRACKS Studio, Atlanta (U.S.A.) e lo STEMMA Studios e mixato presso studio QUATTRO1, Roma.
- Fuori come va? - di Luciano Ligabue (Warner music 2002) registrato Zoo Studio di Reggio Emilia e mixato presso Fonoprint, Bologna.
- Shisa - di Mietta (Warner music 2002) registrato e mixato presso STEMMA Studios, Roma.
- Vertigine - dei Negrita (Universal Music 2002) mixato presso Medastudio/l'Isola, Milano.
- Bologna e Piove - di Federico Poggipollini (Stranisuoni 2003 mixato presso Fonoprint Bologna.
- La cura del Tempo - di Niccolò Fabi (Virgin music 2003) mixato presso STEMMA Studios, Roma.
- Giro d'Italia - di Luciano Ligabue (Warner music 2003) registrato dal vivo durante il tour omonimo e mixato presso Fonoprint, Bologna.
- Larger than life - di Silv3rman (2004) mixato presso STEMMA Studios, Roma.
- Admiring Venus - di Stellakovalsky (Edel 2004) prodotto, registrato e mixato presso ALARI PARK Recording, Cernusco S/N, Milano.
- Nome e Cognome - di Luciano Ligabue (Warner music 2005) registrato e mixato presso Zoo Studio di Reggio Emilia.
- Novo Mesto - di Niccolò Fabi (Virgin music 2006) registrato presso RSL Production, Novo Mesto (Slovenia) e mixato presso STEMMA studios, Roma.
- Il latitante - di Daniele Silvestri (BMG Ricordi 2007) registrato e mixato presso Officine Meccaniche Milano.
- Bárbara - di Bárbara Muñoz (Sony music 2007) registrato e mixato presso Sonic Ranch, El Paso Tx, (U.S.A.).
- Liquid Skydiver - di Sour Souls (2008) registrato e mixato presso Sonic Ranch, El Paso Tx, (U.S.A.).
- Bajo el Mismo Cielo - di Kany García (Universal music 2008) registrato e mixato presso Montecristo Studio, Mexico City.
- Buenos Dias - di Mike Sierra (Universal music 2008) registrato presso Sonic Ranch, El Paso Tx, (U.S.A.).
- Mi Otro Yo - di Kalimba (Sony music 2008) registrato e mixato presso Sonic Ranch, El Paso Tx, (U.S.A.).
- Un Gancho al Corazón - di Playa Limbo (Sony music 2008) registrato e mixato presso Obranegra Studio, Mexico City.
- Aurum - di Aurum (2009) registrato e mixato presso Sonic Ranch, El Paso Tx, (U.S.A.).
- Aquí Estoy - di Carlos Peña (Sony music 2009) registrato e mixato presso Sonic Ranch, El Paso Tx, (U.S.A.).
- Nada es Color de Rosa - di Yuridia[24] (Sony music 2009) registrato e mixato presso Sonic Ranch, El Paso Tx, (U.S.A.).
- Aqui y Ahora - di Erik Rubín (Sony music 2009) registrato e mixato presso Obranegra Studio, Mexico City.
- Vintage Boy - di Irene Fornaciari (2009) registrato presso Officine Meccaniche Milano.
- iTunes Originals 2010 - di Aleks Syntek (2010) registrato e mixato presso Obra negra Studio, Mexico City.
- Alérgico - di Anahí (Emi music 2010) registrato e mixato presso Sonic Ranch, El Paso Tx, (U.S.A.).
- Dividida e Rendirme En Tu Amor - di Anahí (Emi music 2011) mixato presso Sonic Ranch, El Paso Tx, (U.S.A.).
- Peligro - di Reik (Sony music 2011) registrato e mixato presso Sonic Ranch, El Paso Tx, (U.S.A.).
- Memories - di Strike3 (Warner Chappell Music 2012) mixato presso Sonic Ranch, El Paso Tx, (U.S.A).
- fOreVer 7 - di OV7 (Sony music 2012) prodotto, registrato e mixato presso Sonic Ranch, El Paso Tx, (U.S.A.).
- Carisma - di Moderatto (Emi music 2012 registrato presso Sonic Ranch, El Paso Tx, (U.S.A).
- Colore Alieno - di La Scelta (Artist First 2017) registrato e mixato presso Sonic Ranch, El Paso Tx, (U.S.A).
- Color Amor - di Ana Victoria (Sony Music 2013) mixato presso The Garage Studio - Arezzo.
- Deja Vù - dei Negrita (Universal Music 2013) mixato presso The Garage Studio - Arezzo.
- Paper Aeroplane - di Francesco Rossi (D:Vision 2013) mixato presso The Garage Studio - Arezzo.
- Godspeed You - di Francesco Rossi ft. Ozark Henry (D:Vision 2014) registrato e mixato presso The Garage Studio - Arezzo.
- Awanti Coi Ammicci - di Rumatera (2014) mixato presso The Garage Studio - Arezzo.
- Perdimos El Control - di Carlos Baute (Warner Music 2015). Mixato presso The Garage Studio - Arezzo
- Eutòpia - di Litfiba (Sony Music Italia, 2016) Registrato e mixato presso DPoT Recording Arts - Prato
- Supereroi - de Il Pan Del Diavolo (Tempesta, 2016) Registrato e mixato presso DPoT Recording Arts - Prato
- Mastro Geppetto - di Edoardo Bennato (2018) mixato presso DPoT Recording Arts - Prato
- A Piedi nudi corri - di Stefano Mordenti (2018) prodotto, registrato e mixato presso DPoT Recording Arts - Prato
- L’Abisso - di Diaframma (2018) Registrato e Mixato presso DPoT Recording Arts - Prato
- Passami il bicchiere - di Stefano Mordenti (2019) prodotto, registrato e mixato presso DPoT Recording Arts - Prato
- Ho Fatto Un Selfie - di Edoardo Bennato (2019) mixato presso DPoT Recording Arts - Prato
- La Maschera - di Stefano Mordenti (2020) prodotto, registrato e mixato presso DPoT Recording Arts - Prato
- Origen - di Dulce María (Universal Music 2020) mixato presso DPoT Recording Arts - Prato
- Strano Pero’- di Stefano Mordenti (2022) registrato e mixato presso DPoT Recording Arts - Prato
- Ti scriverò - di Stefano Mordenti (2023) registrato e mixato presso DPoT Recording Arts - Prato
- Zero moltiplica tutto - di Marco Cantini (2023) registrato presso DPoT Recording Arts - Prato

Tra le sue principali collaborazioni, in qualità di musicista e/o corista, in ordine cronologico:
- El Diablo - dei Litfiba (Cgd records 1990) cori.
- Son Rettore e canto - di Donatella Rettore (Polidor 1991) Programmazioni e tastiere.
- Ottavo Padiglione - di Ottavo Padiglione (Emi music 1993) programmazioni, cori e tastiere.
- Negrita - dei Negrita (Black Out 1994) cori e tastiere.
- XXX - dei Negrita (Black Out 1997) cori e tastiere.
- Reset - dei Negrita (Black Out 1999) cori, tastiere e programmazioni.
- Miss mondo - di Luciano Ligabue (Warner music 1999) cori e tastiere.
- In Arena dvd live - di Luciano Ligabue (Warner music 1999) cori e tastiere e voce solista in "sogni di rock'n'Roll".
- Fuori come va? - di Luciano Ligabue (Warner music 2002) cori e tastiere.
- Giro d'Italia - di Luciano Ligabue (Warner music 2003) cori e tastiere.
- Admiring Venus - di Stellakovalsky (Edel 2004) cori e tastiere.
- Nome e Cognome - di Luciano Ligabue (Warner music 2005) cori e tastiere.
- Carisma Tour - di Moderatto (1º giugno 2013) pianista ospite all'Auditorio Nacional di Città del Messico
- Paper Aeroplane / Godspeed You - Francesco Rossi (D:Vision 2013, 2014) tastiere e programmazioni

Partecipazioni come musicista in tour:
- Ligabue in Arena - con Luciano Ligabue (Arena di Verona. 10/11 settembre 1999) cori e tastiere
- Miss Mondo Tour - con Luciano Ligabue (Italia 1999) cori e tastiere
- Sulla Mia Strada Tour - con Luciano Ligabue (Italia 2000) cori e tastiere
- Fuori come va?Tour - con Luciano Ligabue (Italia 2002/2003) cori e tastiere
- Eutòpia Tour - con Litfiba (Italia 2017) cori e tastiere
- L’Ultimo Girone Tour - con Litfiba (Italia  2022) cori e tastiere